# シラクサのルチア

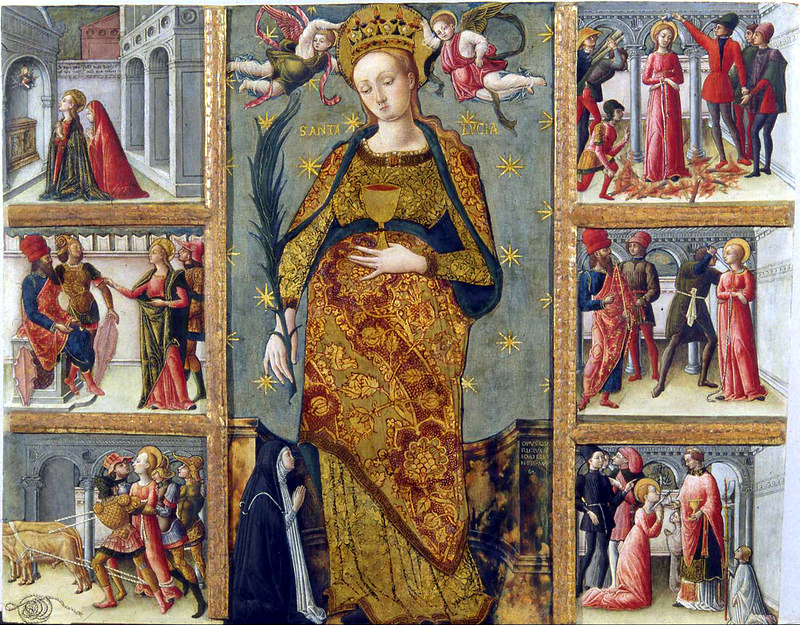

シラクサのルチア（イタリア語: Santa Lucia,　英語: Saint Lucy　伝承による生没年：283年-304年）は、聖ルチアの名で知られるキリスト教の殉教者。ルーテル教会・聖公会・カトリック教会・正教会で聖人。目、及び視覚障害者、そしてシラクサの守護聖人。記念日は、西欧では12月13日（旧ユリウス暦では1年で最も夜の長い日）である。
ルーテル教会信徒が圧倒的に多いスウェーデン、フィンランド、デンマーク、ノルウェーで崇敬される数少ない聖人の一人である。これら北欧諸国では、キリスト教伝来前の晩冬の祝祭『光の祭り』がルチア信仰と結びつき、12月13日に『聖ルチア祭』として国中で祝われる行事となっている（他にスカンディナヴィア諸国で知られる聖人は、洗礼者ヨハネとノルウェーの守護聖人聖オーラヴである）。また、彼女はナポリの船乗りたちの守護聖人でもあり、サンタ・ルチアという有名なナポリ民謡も作られている。街中には同名の港もある。
ここでは出生地主義を採用し、名前をイタリア語の『ルチア』とする。日本のカトリック教会では称号を付けて聖ルチアおとめ殉教者とも呼ばれる。

## 生涯
『ルチア』とはラテン語で光を意味するLuxまたはLucidから派生した名前である。ルチアの伝説が伝播したのは中世だが、彼女の生涯は不明なことが多い。確かなことは、ディオクレティアヌス帝支配下のシラクサで304年に殉教したという事のみである。彼女の犠牲はローマに広まり、6世紀には彼女を信仰の守護者として、教会全体で讃えるようになった。
ローマ人であったルチアの父が死ぬと、彼女と母エウティシアは何の後ろ盾もなかった。エウティシアは4年あまりも瀉痢に苦しんだが、ルチアは聖女シチリアのアガタの奇跡を聞きつけ、ミサに参加した。エウティシアの病が癒されるよう、2人は聖アガタの墓前で一晩中祈り続けた。いつしか母子は眠ってしまうと、ルチアの枕元に聖アガタが姿を見せ、『私がそうしたように、あなたはすぐシラクサの栄光となるのです。』と言った。エウティシアはたちまち全快した。
エウティシアはルチアを異教徒と政略結婚させようとしたが、ルチアは自身の処女を守るために、持参金を貧者への施しとしてほしいと拒んだ。エウティシアは持参金が良い遺産になると示唆したが、ルチアは逆に母を説き伏せた。自分にはより高貴な婚約者（すなわちキリスト）がいるというのである。その異教徒は思いのままにならないルチアに怒り、彼女を実はキリスト教徒であり、神への犠牲として火炙りにすべきだと密告した。ルチアを引き立てに来た兵士たちは、彼女を動かすことができなかった。ルチアは聖霊に満たされた、山のように強固な存在となっていたのである。牛の一群に彼女をつないでも動かなかった。彼女の喉元に剣を突き立てても、ルチアは自らを迫害する者たちに予言していたのである。最後の拷問として、ルチアは両目をえぐり出された。奇跡が起き、ルチアは目がなくとも見ることができた。絵画や像では、彼女はしばしば黄金の皿の上に自分の眼球を載せた姿で描かれる。